# Olympische Winterspiele 2018/Snowboard – Slopestyle (Männer)
Der Snowboard Slopestyle-Wettbewerb der Männer bei den Olympischen Winterspielen 2018 wurde am 10. und 11. Februar 2018 im Bokwang Phoenix Park ausgetragen. Olympiasieger wurde der US-Amerikaner Redmond Gerard. Die Silbermedaille gewann Maxence Parrot aus Kanada, Bronze ging an dessen Landsmann Mark McMorris.

## Ergebnisse

### Qualifikation
Q – Qualifikation für das Finale

#### Vorlauf 1
| Rang | Athlet               | Land                             | 1. Lauf | 2. Lauf | Bester Lauf | Qualifikation |
| ---- | -------------------- | -------------------------------- | ------- | ------- | ----------- | ------------- |
| 1    | Marcus Kleveland     | Norwegen                         | 83,71   | 32,30   | 83,71       | Q             |
| 2    | Carlos Garcia Knight | Neuseeland                       | 80,10   | 40,20   | 80,10       | Q             |
| 3    | Sébastien Toutant    | Kanada                           | 78,01   | 45,06   | 78,01       | Q             |
| 4    | Mons Røisland        | Norwegen                         | 76,50   | 43,68   | 76,50       | Q             |
| 5    | Torgeir Bergrem      | Norwegen                         | 45,80   | 75,45   | 75,45       | Q             |
| 6    | Niklas Mattsson      | Schweden                         | 50,81   | 73,53   | 73,53       | Q             |
| 7    | Roope Tonteri        | Finnland                         | 72,60   | 38,08   | 72,60       |               |
| 8    | Jamie Nicholls       | Großbritannien                   | 71,56   | 36,90   | 71,56       |               |
| 9    | Chris Corning        | Vereinigte Staaten               | 70,85   | 69,86   | 70,85       |               |
| 10   | Peetu Piiroinen      | Finnland                         | 69,26   | 43,43   | 69,26       |               |
| 11   | Wladislaw Chadarin   | Olympische Athleten aus Russland | 23,05   | 64,16   | 64,16       |               |
| 12   | Sebbe De Buck        | Belgien                          | 59,40   | 29,58   | 59,40       |               |
| 13   | Rene Rinnekangas     | Finnland                         | 24,86   | 37,91   | 37,91       |               |
| 14   | Michael Schärer      | Schweiz                          | 37,61   | 27,01   | 37,61       |               |
| 15   | Kalle Järvilehto     | Finnland                         | 15,56   | 31,10   | 31,10       |               |
| 16   | Moritz Thönen        | Schweiz                          | 19,53   | 23,55   | 23,55       |               |
| 17   | Ryan Stassel         | Vereinigte Staaten               | 23,50   | 22,63   | 23,50       |               |
|      | Lee Min-sik          | Südkorea                         | DNS     | DNS     | DNS         |               |
|      | Niek van der Velden  | Niederlande                      | DNS     | DNS     | DNS         |               |

#### Vorlauf 2
| Rang | Athlet           | Land               | 1. Lauf | 2. Lauf | Bester Lauf | Qualifikation |
| ---- | ---------------- | ------------------ | ------- | ------- | ----------- | ------------- |
| 1    | Maxence Parrot   | Kanada             | 83,45   | 87,36   | 87,36       | Q             |
| 2    | Mark McMorris    | Kanada             | 83,70   | 86,83   | 86,83       | Q             |
| 3    | Redmond Gerard   | Vereinigte Staaten | 82,55   | 57,11   | 82,55       | Q             |
| 4    | Ståle Sandbech   | Norwegen           | 74,11   | 82,13   | 82,13       | Q             |
| 5    | Tyler Nicholson  | Kanada             | 17,41   | 79,21   | 79,21       | Q             |
| 6    | Seppe Smits      | Belgien            | 78,36   | 41,48   | 78,36       | Q             |
| 7    | Clemens Millauer | Österreich         | 75,65   | 77,45   | 77,45       |               |
| 8    | Yuri Okubo       | Japan              | 24,45   | 75,05   | 75,05       |               |
| 9    | Jonas Boesiger   | Schweiz            | 18,68   | 58,26   | 58,26       |               |
| 10   | Billy Morgan     | Großbritannien     | 56,40   | 37,55   | 56,40       |               |
| 11   | Kyle Mack        | Vereinigte Staaten | 45,26   | 53,55   | 53,55       |               |
| 12   | Matias Schmitt   | Argentinien        | 50,86   | 20,68   | 50,86       |               |
| 13   | Måns Hedberg     | Schweden           | 46,25   | DNS     | 46,25       |               |
| 14   | Hiroaki Kunitake | Japan              | 39,45   | 43,16   | 43,16       |               |
| 15   | Petr Horák       | Tschechien         | 41,93   | 39,05   | 41,93       |               |
| 16   | Nicolas Huber    | Schweiz            | 34,25   | 36,90   | 36,90       |               |
| 17   | Stef Vandeweyer  | Belgien            | 33,75   | 21,16   | 33,75       |               |
| 18   | Rowan Coultas    | Großbritannien     | 23,20   | 23,58   | 23,58       |               |

### Finale
| Rang | Athlet               | Land               | 1. Lauf | 2. Lauf | 3. Lauf | Bester Lauf |
| ---- | -------------------- | ------------------ | ------- | ------- | ------- | ----------- |
| 1    | Redmond Gerard       | Vereinigte Staaten | 43,33   | 46,40   | 87,16   | 87,16       |
| 2    | Maxence Parrot       | Kanada             | 45,13   | 49,48   | 86,00   | 86,00       |
| 3    | Mark McMorris        | Kanada             | 75,30   | 85,20   | 60,68   | 85,20       |
| 4    | Ståle Sandbech       | Norwegen           | 44,81   | 81,01   | 38,13   | 81,01       |
| 5    | Carlos Garcia Knight | Neuseeland         | 78,60   | 52,98   | 24,35   | 78,60       |
| 6    | Marcus Kleveland     | Norwegen           | 77,76   | 43,71   | 37,18   | 77,76       |
| 7    | Tyler Nicholson      | Kanada             | 36,18   | 76,41   | 76,15   | 76,41       |
| 8    | Torgeir Bergrem      | Norwegen           | 58,80   | 75,80   | 60,03   | 75,80       |
| 9    | Niklas Mattsson      | Schweden           | 38,43   | 74,71   | 42,48   | 74,71       |
| 10   | Seppe Smits          | Belgien            | 31,11   | 69,03   | 66,18   | 69,03       |
| 11   | Sébastien Toutant    | Kanada             | 33,66   | 57,23   | 61,08   | 61,08       |
|      | Mons Røisland        | Norwegen           | DNS     | DNS     | DNS     | DNS         |